# لن (بلژیک)
شهر لن (به فرانسوی: Lint) در شهرستان آنتوئر در استان آنتوئر در منطقه فلاندری در کشور بلژیک واقع شده‌است.